# سد وادي رابغ
سد وادي رابغ هو سد خرساني، افتتح عام 1430هـ، وأقيم على وادي رابغ في رابغ التابعة لمنطقة مكة المكرمة غرب المملكة العربية السعودية، يبلغ طول السد 380 متراً، وبارتفاع  80.5 متر في حين تبلغ طاقته الاستيعابية 220,250,000 متر مكعب.